# 小罗公路
小罗公路（又称「县道541線」、「X541線」）是中國廣東省江门市的一條公路，這條公路在新会境内，起點為双水小冈，連接新苍公路，終點為罗坑陈涌，連接双公公路，全長6.903公里，全线双向四线行车。